# Молучко море
Молучко море (инд. Laut Maluku) представља морску акваторију смештену у западном делу Тихог океана, између острва Молучког архипелага у Југоисточној Азији. Целокупна акваторија територијално припада Индонезији. Молучко море је током историје било од стратешког значаја за трговину зачинима у том делу света, тако да су његове воде често биле попришта великих битака за превласт у том делу света.

## Географија
Молучко море налази се у североисточном делу Индонезије, између Бандског мора на југу и Сулавешког мора на северу. Акваторију ограничавају и северна Молучка острва, Халмахера са истока, Сулавеси са запада и Буру и Серам са југа. Крајњу северну границу чине Талаудска острва.
Овако ограничена акваторија има површину од око 291.000 км². Максимална дубина је до 4.180 метара, а салинитет воде у површинским слојевима је око 34‰. Температуре воде површинских слојева су константне током целе године и крећу се између 27 и 28 °C.
Море је богато коралима и позната је туристичка дестинација, посебно када је реч о ронилачким активностима.

## Геологија
Молучко море лежи на микротектонској Молучкој плочи која обухвата још и северне делове острва Сулавеси и мање делове Бандског мора. Како је реч о подручју састављеном од многобројних микроплоча, област је сеизмички веома активна.
Подручје је често на ударима јаких земљотреса који неретко изазивају и веће цунамије. Неки од најјачих потреса који су се десили у овом подручју:
- 13. јун 2013 — јачине 6,2
- 26. јул 2007 — јачине 6,9
- 17. март 2007 — јачине 6,5
- 21. јануар 2007 — јачине 7,5
- 19. мај 2006 — јачине 6,3

Дана 6. јануара 2019. године, догодио се земљотерес јачине 7,0, без последично цунамија. Ово море је веома сеизмички активно подручје због Молучке морске плоче.

## Локација
Молучко море граничи са Бандским морем на југу и Целебеским морем на западу. На северу је Филипинско море, а на истоку Халмахерско море.
Острва која се граниче са Молучким морем укључују Халмахеру на североистоку, Буру и Серам центру и Сулавеси на западу. Острва Талауд на северу сматрају се северном границом мора, иако се Молучка морска плоча, тектонска плоча названа по мору, протеже даље на север.
Међународна хидрографска организација (IHO) дефинише „Молучко море“ као једну од вода Источноиндијског архипелага. IHO дефинише своје границе на следећи начин:

На северу. Линијом од североисточног екстремног дела Целебеса [Сулавеси] преко острва Сјау до јужне тачке Санги (3° 21′ N 125° 37′ E / 3.350° С; 125.617° И) одатле до јужног екстрема Талауд групе, преко ових острва до њиховог североисточног екстрема (4° 29′ N 126° 52′ E / 4.483° С; 126.867° И) и одатле линија до Танџонг Сопија, северне тачке острва Моротај.
На истоку. Уз западну обалу Моротаја од Танџонг Сопија до југа до Ваџабоела (2° 17′ N 128° 12′ E / 2.283° С; 128.200° И), одатле линија до северне тачке Халмахере и низ њену западну обалу до Танџонг Либола, њеног јужног екстрема.
На југу. Линија од јужног екстрема Халмахере до северне тачке острва Биса (Сетиле), одатле до северног екстрема Оби Меџора, преко овог острва до Танџонг Аке Ламо, његове југозападне тачке, одатле до Танџонг Дехеколана, источног екстремитета острва Острва Соела [Сула], дуж њихових северних обала до Танџонг Марикасое, западног екстрема, одатле линија до југоисточне тачке острва Бангај (1° 43′ S 123° 36′ E / 1.717° Ј; 123.600° И).
На западу. Источне обале острва Бангај и Пеленг до северног Бангкалана (1° 10′ S 123° 18′ E / 1.167° Ј; 123.300° И) одатле линија до Тг. Ботока (Целебес) (1° 04′ S 123° 19′ E / 1.067° Ј; 123.317° И) око обале до Тг. Пасир Панџанга (0° 39′ S 123° 25′ E / 0.650° Ј; 123.417° И) и преко до Тг. Томбалилатоа (0° 18′ 24″ N 123° 20′ 44″ E / 0.30667° С; 123.34556° И) на супротној обали, одатле источном обалом до Тг. Пиејсан, североисточни крај Целебеса.

## Историја
Португалско, Холандско, Британско и Шпанско царство бориле су се једна против другог за контролу над острвима зачина којима се може приступити само преко Молучког мора.